# Col Nudo
El Col Nudo (2.472 m s. n. m.) es la montaña más alta de los Prealpes Vénetos en Italia y de la cadena del Alpago (subsección de los Prealpes de Belluno). Se encuentra en el límite entre la región del Véneto (provincia de Belluno) y la región de Friuli-Venecia Julia (Provincia de Pordenone).
Se puede ascender a la cima partiendo de San Martino, localidad de Chies d'Alpago.
La estructura de esta montaña es la siguiente: la cima principal está en posición central, destacada hacia el sudoeste, mientras que la antecima norte (2.460 m) se precipita con un muro de 700 m hacia el Vajont. Justo al sudoeste de la cima está la cima Lastei (2.439 m) que termina en el paso de Valbona. Al oeste, sobre el valle Gallina confluye la arista de las Cime di Pino formando tres grandes elevaciones: Cima Secca (2350 m), Cima Sora il Ciot (2318 m) y la Cima del Colatoio (2318 m). La arista termina luego hacia el Monte Dolada con el que limita a través de Forcella Lastra y Forcella Gallina.

## Alpinismo
Esta montaña, realmente muy compleja porque está formada por varias elevaciones, puede parecer insignificante vista desde el sur, al contrario de lo que ocurre con la pared norte que es una de las paredes extremas de los Dolomitas, en la que se han escrito páginas sorprendentes del alpinismo:
-la vía Carlesso-Tajariol sale directamente por una esquina la pared este de la cima principal y es la primera vía trazada sobre la muralla del Col Nudo. Supera un desnivel de 600 m con dificultad de grado IV UIAA.
-De Nes y Coletti superadon en el año 1929 la pared noroeste de la Cima Sora il Ciot con dificultad de III y IV UIAA a lo largo de 700 m.
-Los hermanos Gallo en compañía de Carrara superaron la arista noreste de la cima principal con un recorrido de IV+ UIAA en 1933.
-La cordada Hasse-Leukroth superó directamente la pared norte de la antecima norte en el año 1968 (Hasse es el mismo de la Cima Grande di Lavaredo) abriendo finalmente el capítulo del alpinismo extremo sobre esta gran pared dolomítica. Su vía superó una gran rampa sobre el lado derecho de la pared de la antecima con dificultad sostenida hasta el V+ UIAA durante 560 m.
-El mismo Leukroth abrió con Herberg la vía del Colatoio en la pared norte de la Cima Sora il Ciot en 1970. Altura: 450 m, dificultad: III, IV.
-Burgdorf, Goedeke y Rien superaron la esquina noreste de la Cima Sora il Ciot con una vía mixta libre-artificial V y A1.
-En 1981 Franco Miotto y Benito Saviane abrieron la primera de un tríptico de vías entre las más difíciles de los Dolomitas y de los Alpes orientales en general. Sube por la pared noreste de la Cima Lastei con largos tramos de escalada mixta libre artificial de VI y A2 superando un desnivel de 700 m.
-Pocos días antes abrieron la segunda vía de la fuerte cordada de Belluno Miotto-Saviane a través del gran diedro de la pared norte de la antecima norte, justo a la izquierda de la Hasse-Leukroth. Según el mismo Miotto, esta ruta es la más difícil de abrir por su roca compacta y resbaladiza. Asciende los 700 m de la losa con constantes dificultades grado VI y A2-A3, al final del diedro, con dificultad para clavar.
-La última vía se remonta al año 1982, por el mismo Miotto con Saviane y acompañado por Mauro Corona. Desnivel: 700 m, dificultad: VI e A2.
La base de las paredes del Col Nudo es de difícil acceso. Precisa de, al menos, 4 horas de marcha desde Erto, por canales y prados empinados con la presencia de garrapatas, que se encuentran en todo el territorio de los Dolomitas Friulanos.

## Clasificación SOIUSA
Según la clasificación SOIUSA, el Col Nudo pertenece a:
- Gran parte: Alpes orientales
- Gran sector: Alpes del sudeste
- Sección: Prealpes Vénetos
- Subsección: Prealpes de Belluno
- Supergrupo: Cadena Cavallo-Visentin
- Grupo: Grupo Col Nudo-Cavallo
- Subgrupo: Subgrupo del Col Nudo
- Código: II/C-32.II-B.2.a